# Hobgood
Hobgood és una població dels Estats Units a l'estat de Carolina del Nord. Segons el cens del 2000 tenia 404 habitants.

## Demografia
Segons el cens del 2000, Hobgood tenia 404 habitants, 165 habitatges i 117 famílies. La densitat de població era de 151,4 habitants per km².
Dels 165 habitatges en un 27,9% hi vivien nens de menys de 18 anys, en un 41,8% hi vivien parelles casades, en un 27,3% dones solteres, i en un 28,5% no eren unitats familiars. En el 26,1% dels habitatges hi vivien persones soles el 13,9% de les quals corresponia a persones de 65 anys o més que vivien soles. El nombre mitjà de persones vivint en cada habitatge era de 2,45 i el nombre mitjà de persones que vivien en cada família era de 2,96.
Per edats la població es repartia de la següent manera: un 27% tenia menys de 18 anys, un 6,4% entre 18 i 24, un 23,5% entre 25 i 44, un 25,7% de 45 a 60 i un 17,3% 65 anys o més.
L'edat mediana era de 38 anys. Per cada 100 dones de 18 o més anys hi havia 79,9 homes.
La renda mediana per habitatge era de 24.107 $ i la renda mediana per família de 31.500 $. Els homes tenien una renda mediana de 25.625 $ mentre que les dones 25.000 $. La renda per capita de la població era de 16.622 $. Entorn del 19,4% de les famílies i el 24,9% de la població estaven per davall del llindar de pobresa.

## Poblacions més properes
El següent diagrama mostra les poblacions més properes.